# Kajagoogoo
Kajagoogoo je britanski pop sastav osnovan 1979. u Leighton Buzzardu, u Bedfordshireu. Sastav je najpoznatiji po svom prvom singlu, "Too Shy", koji se popeo na prvo mjesto britanske ljestvice i peto mjesto na Billboard Hot 100 ljestvici 1983. Singl je producurao Nick Rhodes, koji je svirao klavijature u sastavu Duran Duran zajedno s Colinom Thurstononom koji je u to vrijeme bio producent sastava Duran Duran. 

## Povijest
Kajagoogoo je od početka bio avantgardni-instrumentalni-kvartet s nazivom Art Nouveau, s Nickom Beggssom na bas-gitari, Steveom Askewom na gitari, Stuartom Croxfordom Nealeom na klavijaturama i Jezom Strodeeom na bubnjevima. Art Nouveau izdaje sing "The Fear Machine¨". Singl se prodao u nekoliko stotina primjeraka i sviran je na "John Peel showu", no sastav ipak nije dobio nikakav ugovor.
1981. organiziraju je natječaj da bi pronašli pjevača na kojem pobjeđuje Christopher Hamill. Da bi se dobila jedna nova i obojena personalnost mijenja svoje umjetničko ime u Limahl, što je bio anagram od njegovog prezimena. Dolazi također do promjene naziva sastava u Kajagoogoo. Inspiraciju nazivu dali su prvi zvuci novorođenčeta (engleski) "Gagagoogoo", no sastav je bio mišljenja da "Kaja" zvuči bolje nego "Gaga".
Na Kajagoogoo je obraćena pozornost kad su nastupili u Embassy Clubu u Londonu. Potpisuju ugovor s diskografskom kućom EMI u srpnju 1982., i Rhodes je dobio zadatak producirati njihov prvi album, White Feathers. Njihov prvi singl, "Too Shy", izdan je u siječnju 1983. i popeo se na prvo mjesto britanske singl-ljestvice (prije nego što je to Duran Duran učino, kako je gorko primijetio Rhodes).
Sljedeća dva singla "Ooh to Be Aah" i "Hang on Now" su dospjela na top 20 britanske singl-ljestvice. Međutim nisu bili tako uspješni u SAD-u.
Limahl je izbačen iz sastava 1983., poslije velike rasprave o budućnosti sastava. Beggs preuzima pjevanje na drugom albumu Islands  1984. Prvi singl s ovog albuma, "Big Apple", penje se na top 10 ljestvicu u Ujedinjenom Kraljevstvu, no poslije dolazi do opadanja prodaje albuma i pada popularnosti sastava. U očajničkom pokušaju da povrate pozornost publike, mijenjaju svoj image i naziv u Kaja, no uzaludno. Strode je već napustio sastav a ostali članovi se razilaze 1986.
Limahl je 1984. imao veliki hit "The NeverEnding Story", koji se pojavljivao u istoimenom filmu. Ni on nije uspio ponoviti uspjehkoji je imao i pada u zaborav. Njegov zadnji album, Love Is Blind, izlazi 1992., ali je izdan samo u Njemačkoj i Japanu.

## Diskografija

### Studijski albumi
- 'White Feathers (1983.) (UK #5, US #38)
- Island (1984.) (UK #35, US #185)

Crazy People's Right to Speak (1985.) 
- Gone To The Moon (2008.))

### Kompilacije
- Too Shy: The Singles and More (1993.)
- The Best of Kajagoogoo & Limahl (1996.)
- The Very Best of Kajagoogoo (1996.)
- Very Best of Kajagoogoo (200.3)

### Singlovi
- Too Shy (1983) (UK #1, US #5)
- Ooh to Be Ah (1983) (UK #7)
- Hang on Now (1983) (UK #13, US #78)
- Big Apple (1983) (UK #8)
- The Lion's Mouth (1984) (UK #25)
- Turn Your Back On Me (1984) (UK #47)
- Shouldn't Do That (som Kaja) (1985) (UK #63)
- Rocket Boy (2007)

## Vanjske poveznice
- Službena stranica  Arhivirana inačica izvorne stranice od 8. svibnja 1999. (Wayback Machine)